# Bałtycka i Międzynarodowa Rada Żeglugowa

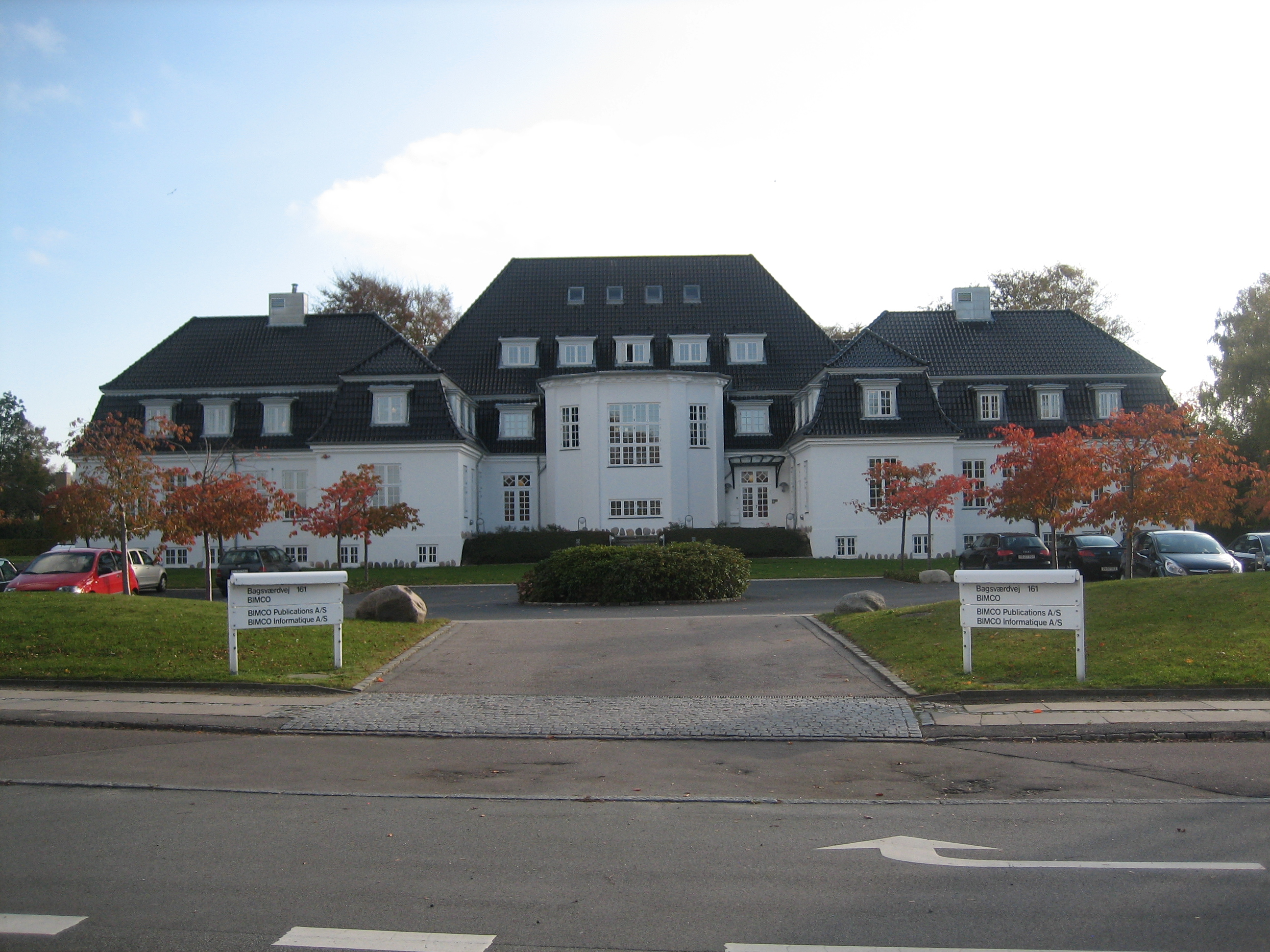
Siedziba BIMCO w Kopenhadze

Bałtycka i Międzynarodowa Rada Żeglugowa (Baltic and International Maritime Council – BIMCO) – największa organizacja pozarządowa zajmująca się żeglugą morską, standaryzacją dokumentów przewozowych i informowaniem swoich członków o różnych aspektach międzynarodowego handlu morskiego.
BIMCO zostało założone w 1905 w Kopenhadze pod nazwą Konferencji Bałtyku i Morza Białego (The Baltic and White Sea Conference); w latach 1927–1985 nosiło kolejną nazwę Bałtyckiej i Międzynarodowej Konferencji Żeglugowej (Baltic and International Maritime Conference). 1900 członków BIMCO to armatorzy, brokerzy i agenci, kluby P&I i stowarzyszenia ze 130 krajów świata. Obecnie jej członkowie dysponują 65% tonażu światowego.